# Protoporfirina IX
La Protoporfirina IX è un intermedio nella via metabolica della biosintesi delle porfirine.
La protoporfirina IX viene convertita in un gruppo eme dall'azione dell'enzima ferrochelatasi, che coordina un atomo di Fe al centro della protoporfirina. Coordinando invece un atomo di zinco si genera ZPP.